# Horcajuelo de la Sierra
Horcajuelo de la Sierra é um município da Espanha na província e comunidade autónoma de Madrid, de área 24,39 km² com população de 103 habitantes (2007) e densidade populacional de 4,83 hab/km².

## Demografia
| Variação demográfica do município entre 1991 e 2004 | Variação demográfica do município entre 1991 e 2004 | Variação demográfica do município entre 1991 e 2004 | Variação demográfica do município entre 1991 e 2004 |
| --------------------------------------------------- | --------------------------------------------------- | --------------------------------------------------- | --------------------------------------------------- |
| 1991                                                | 1996                                                | 2001                                                | 2004                                                |
| 72                                                  | 91                                                  | 105                                                 | 117                                                 |